# Dexketoprofen
Dexketoprofenul este un antiinflamator nesteroidian din clasa derivaților de acid propionic, utilizat ca antiinflamator, analgezic și antipiretic. Printre principalele indicații se numără: tratamentul simptomatic al durerii acute de intensitate moderată până la severă (durerea post-operatorie, colica renală, lombalgiile, dureri musculo-scheletice, dismenoree, dureri dentare). Căile de administrare disponibile sunt orală și parenterală. Este stereoizomerul ketoprofenului.

## Reacții adverse
Ca toate AINS, dexketoprogenul poate produce iritație gastrică cu risc de apariție a unor ulcerații și a unor hemoragii gastro-intestinale. Utilizarea anumitor AINS poate fi asociată cu un risc de apariție a evenimentelor trombotice arteriale (infarct miocardic, accident vascular cerebral).